# Hisor Central Stadium
Das Zentralniy Stadion (englisch Central Stadium of Hisor City; deutsch Zentrales Stadion der Stadt Hisor) ist ein Fußballstadion in der tadschikischen Stadt Hissor. Es hat eine Kapazität von 20.000 Plätzen.

## Veranstaltungen
Für internationale Spiele im AFC Cup nutzen bislang der FC Istiklol und der Ravshan Kulob das Stadion. Zudem fand hier im November 2017 auch das Finale des AFC Cup 2017 zwischen dem FC Istiklol und al-Quwa al-Dschawiya aus dem Irak statt, das die Iraker mit 1:0 gewannen.
Das Stadion wurde mindestens am 10. Oktober 2017 als Spielstätte der tadschikischen Fußballnationalmannschaft bei einer Partie gegen Nepal sowie am 14. November 2017 gegen den Jemen während der Qualifikation für die Asienmeisterschaft 2019 genutzt. Auch die Gruppe B der Qualifikation für die U-19-Asienmeisterschaft 2018 wurde hier ausgetragen.
Das Stadion wurde auch als Spielstätte der Gruppe E des asiatischen Qualifikationsturniers für das Frauenfußball-Turnier der Olympischen Sommerspiele 2020 und 2024 (hier Gruppe A) genutzt.